# Royal Racing Club de Bruxelles
Le Royal Racing club de Bruxelles, est un club omnisports bruxellois, actuellement installé à Uccle, en Région de Bruxelles-Capitale. Aujourd'hui, seules les sections tennis et hockey subsistent.

## Histoire
Le Racing Club de Bruxelles fut fondé en 1891 en tant que club d'athlétisme, trois ans plus tard, c'est la section football qui voit le jour, à cette époque le club avait élu domicile sur le plateau de l'actuelle basilique du Sacré-Cœur à Koekelberg, ensuite au vélodrome de Longchamps, à Uccle, la commune qui fut désormais considéré comme le fief du Racing CB.
Mais c'est véritablement, en 1902, lorsque le club déménagea à l'Avenue des Chênes, aux abords de la Forêt de Soignes, que le club y fixa domicile, là-bas, il y construit le Stade du Vivier d'Oie, stade mythique, dans lequel, l'Équipe de Belgique et l'Équipe de France jouèrent leur première rencontre, un match qui se solda par un score d'égalité, 3 à 3.
C'est également en ce lieu que la section football remporta son cinquième et sixième titre de Champion de Belgique.
En 1914, la section hockey est fondée.  

### Historiques
- 1891: Fondation du club d'athlétisme du Racing Club de Bruxelles.
- 1894: Fondation de la section football, le club devient omnisports.
- 1895: Le club déménage du site de la Basilique actuelle du Koekelberg au site de Longchamps à Uccle.
- 1897: La section football remporte son premier Championnat de Belgique.
- 1900: La section football remporte son deuxième Championnat de Belgique.
- 1901: La section football remporte son troisième Championnat de Belgique.
- 1902: La section football remporte son quatrième Championnat de Belgique.
- 1903: La section football remporte son cinquième Championnat de Belgique.
- 1908: La section football remporte son sixième Championnat de Belgique.
- 1914: Fondation de la section hockey
- 1924: La section hockey remporte son premier Championnat de Belgique.
- 1933: La section hockey remporte son deuxième Championnat de Belgique.
- 1935: La section hockey remporte son troisième Championnat de Belgique.
- 1936: La section hockey remporte son quatrième Championnat de Belgique.
- 1941: La section hockey remporte son cinquième Championnat de Belgique.
- 1962: La section football disparaît en fusionnant avec le Royal White Star Athletic Club et devient le Racing White.

## Sections
- Athlétisme: Royal Racing Club de Bruxelles (athlétisme) (fondé en 1891)
- Football: Royal Racing Club de Bruxelles (football) (fondé en 1894)
- Hockey sur gazon: Royal Racing Club de Bruxelles (hockey) (fondé en 1914)
- Tennis: Royal Racing Club de Bruxelles (tennis) (fondé en ?)